# 斯旺山
76°58′S 143°45′W / 76.967°S 143.750°W
斯旺山（英語：Mount Swan）是南極洲的山峰，位於瑪麗伯德地，處於古滕科冰原島峰以南7公里，屬於福特山脈的一部分，由美國研究隊發現和繪入地圖，現時由南極條約體系管理。